# Kohatu (Kernu)
Kohatu – wieś w Estonii, w prowincji Harju, w gminie Kernu.